# Coenophila furushonis
Coenophila furushonis är en fjärilsart som beskrevs av Matsumura 1925. Coenophila furushonis ingår i släktet Coenophila och familjen nattflyn. Inga underarter finns listade i Catalogue of Life.